# Momogumi Plus Senki - Le cronache di guerra del Team Momo Plus
Momogumi Plus Senki - Le cronache di guerra del Team Momo Plus (桃組プラス戦記?, Momogumi Plus Senki) è un manga scritto e disegnato da Eri Sakondō; la serializzazione dell'opera è iniziata nel 2005 ed è tuttora in corso, a cura della Kadokawa Shoten. In Italia l'opera è pubblicata dalla RW Edizioni, mediante la propria etichetta Goen, a partire dal 21 gennaio 2012.

## Trama
L'esclusivo istituto Aitan è frequentato da studenti con una particolare caratteristica: sono reincarnazioni di personaggi delle favole o della mitologia; uno di essi, il sedicenne Yuki Momozono, è a sua insaputa la reincarnazione di Momotarō, il ragazzo pesca. Arrivato nell'istituto, il ragazzo viene a conoscenza di una triste realtà: su di lui pende una maledizione che, al compimento dei diciotto anni, lo avrebbe portato alla morte; l'unico modo di eliminare il maleficio è sconfiggere le reincarnazioni dei sette perfidi oni che generazioni prima lo avevano scagliato. 
Come nella favola, Yuki viene aiutato da tre fidati amici: il "fagiano" Yukishiro Kijinoji, la "scimmia" Sawa Koenji e il "cane" Masahiko Inukai, scoprendo nel frattempo che alcuni dei suoi avversari non sono realmente malvagi, e anzi cercano soltanto amicizia, amore o rispetto. Dato che gli oni sono mimetizzati sotto le vesti di normalissimi studenti, per Yuki inizia così una vera e propria corsa contro il tempo per annullare la maledizione.

## Manga
Il manga, scritto e disegnato da Eri Sakondō, è stato serializzato dal 24 marzo 2005 al 24 agosto 2017 sulla rivista Asuka edita da Kadokawa Shoten. Successivamente è stata spostata il 28 novembre 2017 sulla rivista online Comic Newtype dove è tuttora in corso di serializzazione. I capitoli vengono raccolti in volumi tankōbon a partire dal 17 febbraio 2006. Al 23 marzo 2024 sono stati pubblicati 23 volumi.
In Italia la serie viene pubblicata da RW Edizioni sotto l'etichetta Goen a partire dal 21 gennaio 2012. La traduzione dei testi è stata curata da Bruno Gramigna (volumi 1-5), Valentina Vignola (volumi 6-8), Francesca Bina (volumi 9-12), Milena Russo (volumi 13-15), Luca Falasca (volume 16) e Rosalia Feraudo (volumi 17-20).
La serie è stata distribuita anche negli Stati Uniti inizialmente da Tokyopop e sul sito JManga. Successivamente i diritti sono stati rilevati da Viz Media.